# Una semplice sera
Una semplice sera è l'album di raccolta del cantautore Gigi Finizio, pubblicato nel 1990. 

## Tracce
1. Una semplice sera
2. Se l'hai fatto con lui
3. Peccato
4. Nuttata 'e bbene
5. Incanto
6. Giovani sposi
7. Ma chi sì...
8. Pierrot
9. Un'altra donna
10. Tu amico mio
11. Taxi
12. Nun ce penzà
13. Domani
14. Ritrovarsi